# Яранский Владимирский Новодевичий монастырь
Яра́нский Влади́мирский Новоде́вичий монасты́рь (Яра́нский Богоро́дице-Влады́чный монасты́рь) — женский монастырь в городе Яранске, ныне Кировская область, Россия. Принадлежал Казанской епархии Русской православной церкви.

## Описание
Находился на правом берегу реки Ламба в 1 км от впадения её в реку Ярань в заречной части города.

## История
Основан в 1648 году. Со временем вокруг монастыря сложилась Монастырская слобода, через которую проходила «государева дорога» из Москвы в Сибирь. В 1710 году в монастыре значились игуменья, 3 рядовых монахини, белые поп и дьячёк. В 1742 году в монастыре имелось 2 церкви (деревянная тёплая Владимирская и каменная холодная Входоиерусалимская) с 2 престолами и было приписано 70 душ крепостных крестьян, 12 четвертей земли. Упразднён в 1764 году.
После упразднения о монастыре в Заречье напоминала главная Владимирская улица и часовня на месте главного храма.

## Известные настоятельницы (годы упоминания)
- Прасковья, игуменья (1702—1704)